# Тереса Чепли
Терѐса Барба̀ра Вечо̀рек-Чѐпли (на полски: Teresa Barbara Wieczorek-Ciepły) е полска лекоатлетка, специалистка в дисциплините бягане на къси разстояния (спринт), бягане с препятствия и щафетно бягане, състезателка на спортните клубове ЛКС (Лодз) и Завиша (Бидгошч), олимпийска и европейска шампионка, треньорка.

## Биография
Тереса Вечорек е родена на 19 октомври 1937 година в село Бродня Гура, близо до Ласк, в семейството на Франчишка и Юзеф Вечорек. Получава средно образование в Десети общообразователен лицей „Владислав Конопчински“ в Лодз. Впоследствие завършва курс за медицински сестри.
През 1954 година започва своята спортна кариера за ЛКС (Лодз). Там се специализира в дисциплините скок на дължина, бягане на къси разстояния и бягане с препятствия. През 1960 година сключва брак с Олгерд Чепли, хвърляч на чук. Семейството има две дъщери. През 1961 година се местят в Бидгошч. Там Чепли се състезава и е треньор в местния отбор Завиша.
Участва на европейските първенства по лека атлетика в Стокхолм (1958) и Белград (1962). В югославската столица печели златен медал в бягането на 80 метра с препятствия и в щафетата на 4×100 метра (европейски рекорд – 44,5 секунди), както и бронзов медал в бягането на 100 метра.
Част е от полската група на олимпийските игри в Рим (1960) и Токио (1964). В Рим печели бронзов медал в щафетата на 4×100 метра. На олимпийските игри в японската столица Чепли печели два медала – сребърен в бягането на 80 метра с препятствия и златен в щафетата на 4×100 метра (световен рекорд – 43,6 секунди), с партньорки Халина Гурецка, Ирена Киршенщайн и Ева Клобуковска.
Тереса Чепли умира на 8 март 2006 година в Бидгошч.
За своите спортни постижения е удостоена с Кавалерски кръст на ордена на Възраждане на Полша (1964). През 1962 година е избрана за най-добър спортист на годината от читателите на „Пшегльонд Спортови“. От 1996 година е почетна гражданка на Бидгошч.